# Gare de Villeneuve-Triage
Gare de Villeneuve-Triage vasútállomás és RER állomás Franciaországban, Villeneuve-Saint-Georges településen.

## Vasútvonalak
Az állomást az alábbi vasútvonalak érintik:
- Párizs–Marseille-vasútvonal

## Kapcsolódó állomások
A vasútállomáshoz az alábbi állomások vannak a legközelebb:
- gare de Villeneuve-Prairie ( – 2013. december 15.)
- Gare de Villeneuve-Saint-Georges (Gare de Malesherbes, D RER-vonal)
- Gare de Créteil-Pompadour (Gare de Creil, D RER-vonal)